# کاروسل (گروه موسیقی)
کاروسل (به انگلیسی: Carousel) گروه موسیقی لتونیایی است.
آن‌ها نماینده لتونی در یوروویژن ۲۰۱۹ بودند.